# Асуке (Аичи)
Варош Асуке (јап. 足助町) Asuke-chō је варош у области Хигашикамо у централном делу префектуре Аичи, Јапан.
1. марта 2005. године живело је 9.699 становника, а густина насељености је била 50,25 становника по км². Укупна површина области је 193,00 км².
Коранкеј клисура у Асукеу, има око 4.000 дрвета јапанског јавора, је једно од најпознатијих места у префектури Аичи где се могу доживети сјајне боје јесени.
Село Асуке је настало 1. октобра, 1889. а унапређено у статус градавароши 17. децембра 1890. Подручје вароши је повећано 1. априла 1955. до спајањем суседних села Мориока, Камо, и Азури.
1. априла 2005. године, Асуке, заједно са вароши Фуџиока, и село Обара (оба из области Нишикамо), вароши Асахи и Инабу, и село Шимојама (сви изобласти Хигашикамо), је спојило ову варош у проширени град Тојота, и престала да постоји као независна општина.